# Хеннинг (город, Миннесота)
Хеннинг (англ. Henning) — город в округе Оттер-Тейл, штат Миннесота, США. На площади 8 км² (8 км² — суша, водоёмов нет), согласно переписи 2002 года, проживают 719 человек. Плотность населения составляет 89,7 чел./км².
- Телефонный код города — 218
- Почтовый индекс — 56551
- FIPS-код города — 27-28520[1]
- GNIS-идентификатор — 0644879[2]